# Осипов Георгій Іванович
Георгій Іванович Осипов (26 березня 1906, місто Твер, тепер Російська Федерація — 18 квітня 1980, місто Москва) — радянський державний діяч, 1-й секретар Комі та Мордовського обласних комітетів КПРС. Член Центральної Ревізійної Комісії КПРС у 1952—1961 роках. Кандидат у члени ЦК КПРС у 1961—1971 роках. Депутат Верховної Ради СРСР 3—7-го скликань.

## Життєпис
Народився в родині робітника. У 1920 році закінчив залізничну школу в місті Твері.
У 1920—1928 роках — у Червоній армії, учасник громадянської війни в Росії. З 1920 до 1922 року служив червоноармійцем-добровольцем резервного кавалерійського дивізіону в Твері. У 1922—1923 роках — курсант окружної кавалерійської школи в місті Нижньому Новгороді. У 1923—1924 роках — курсант Перших кавалерійських курсів у місті Твері. У 1923 році вступив до комсомолу.
У 1924—1928 роках — командир взводу окремого кавалерійського ескадрону 82-ї стрілецької дивізії в Твері.
Член ВКП(б) з лютого 1927 року.
У 1928 році — культпрацівник будинку відпочинку «Текстильник» у Твері. У 1928—1929 роках — інспектор Тверської губернської контори державного страхування.
У 1929—1930 роках — інспектор Ново-Карельського районного фінансового відділу Тверського округу. У 1930—1931 роках — завідувач Ново-Карельської районної ощадної каси.
У 1931—1932 роках — завідувач відділу культури і пропаганди Ново-Карельського районного комітету ВКП(б).
У 1932—1933 роках — інструктор Калінінського міського комітету ВКП(б).
У 1933—1936 роках — помічник із комсомолу начальника політичного відділу зернорадгоспу «Східний» Амурської області Далекосхідного краю.
У 1936—1938 роках — інструктор політичного сектора Далекосхідного тресту зернових і тваринницьких радгоспів у місті Хабаровську.
У 1938—1939 роках — 1-й секретар Красноармійського районного комітету ВКП(б) Приморської області Приморського краю.
У червні 1939 — січні 1942 року — 2-й секретар Уссурійського обласного комітету ВКП(б) Приморського краю.
У 1942 — жовтні 1943 року — слухач Вищої школи партійних організаторів при ЦК ВКП(б).
У жовтні 1943 — листопаді 1947 року — відповідальний організатор, інспектор Управління кадрів ЦК ВКП(б).
У листопаді 1947 — 25 грудня 1948 року — 2-й секретар Комі обласного комітету ВКП(б).
25 грудня 1948 — 23 березня 1957 року — 1-й секретар Комі обласного комітету ВКП(б) (КПРС). Одночасно у 1948—1950 роках — 1-й секретар Сиктивкарського міського комітету ВКП(б) Комі АРСР.
З листопада 1956 до грудня 1957 року — слухач однорічних курсів перепідготовки секретарів обкомів і крайкомів у Москві.
У січні 1958 — 3 березня 1968 року — 1-й секретар Мордовського обласного комітету КПРС. Одночасно, з грудня 1962 до грудня 1964 року — голова бюро Мордовського обласного комітету КПРС із керівництва сільським господарством.
У 1959 році закінчив заочну Вищу партійну школу при ЦК КПРС.
У лютому 1968 — 18 квітня 1980 року — член Комітету партійного контролю при ЦК КПРС.
Помер 18 квітня 1980 року. Похований в Москві на Новодівочому цвинтарі.

## Нагороди
- два ордени Леніна (7.04.1956,)
- орден Жовтневої Революції
- орден Вітчизняної війни II ст.
- орден Трудового Червоного Прапора
- медаль «За трудову доблесть»
- медалі